# 天龙站
天龙站是位于贵州省平坝县天龙镇的一个铁路车站，邮政编码561107。车站建于1960年，有沪昆铁路经过该站，现仅办理货运，不办理客运业务，车站及其上下行区间均已电气化。车站距离贵阳站69公里，隶属中国铁路成都局集团，是四等站。